# Alpinia polyantha
Alpinia polyantha là một loài thực vật có hoa trong họ Gừng. Loài này được D.Fang mô tả khoa học đầu tiên năm 1978.